# Libor Minařík

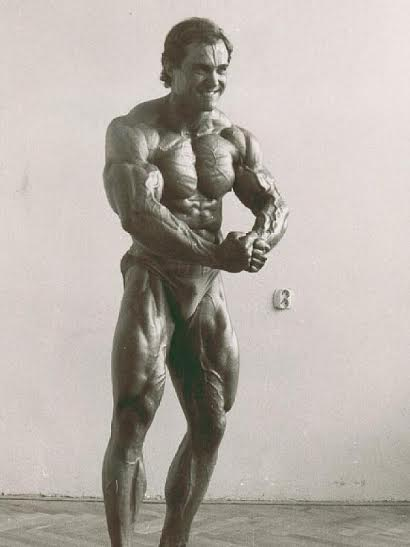
MVDr. Libor Minařík mistrovství ČSSR 1985

Libor Minařík (* 3. května 1957 Brno) je bývalý československý kulturista.

## Život
V 70. a 80. letech dvacátého století patřil Libor Minařík k československé i světové kulturistické špičce. Stal se 7x mistrem ČSSR, 2x mistrem Evropy a 2× vicemistrem světa.
Mezi muži se Libor Minařík probojoval k prvnímu titulu národního šampióna v roce 1980 a od sezóny 1981 patřil k nejvýraznějším konkurentům pro soupeře i na mezinárodní scéně. Vysloužil si přezdívku „Mr. Triceps“.

## Sportovní výsledky
- 1977 – mistr republiky juniorů
- 1978 – mistr republiky juniorů
- 1978 – člen reprezentačního týmu
- 1979 – vicemistr ČSSR
- 1980 – vicemistr Evropy
- 1980 – mistr ČSSR
- 1981 – mistr Evropy
- 1981 – mistr ČSSR
- 1982 – mistr Evropy
- 1982 – mistr ČSSR
- 1983 – mistr ČSSR
- 1984 – mistr ČSSR
- 1985 – mistr ČSSR
- 1986 – vicemistr světa
- 1987 – vicemistr světa
- 1989 – vicemistr Evropy
- 1989 – mistr ČSSR